# نيكولاس ميخيا
نيكولاس ميخيا (بالإسبانية: Nicolás Mejía)‏ هو لاعب كرة مضرب كولومبي، ولد في 11 فبراير 2000 في بوغوتا في كولومبيا.

## وصلات خارجية
- نيكولاس ميخيا على موقع رابطة محترفي التنس (الإنجليزية)
- نيكولاس ميخيا على موقع الاتحاد الدولي لكرة المضرب (الإنجليزية)
- نيكولاس ميخيا على موقع كأس ديفيز (الإنجليزية)
- نيكولاس ميخيا على موقع خلاصة التنس.كوم (الإنجليزية)
- نيكولاس ميخيا على موقع أوليمبيديا (الإنجليزية)